# Jedlová v Orlických horách
Jedlová v Orlických horách (do roku 1950 česky pouze Jedlová; dříve také Jedlina, německy Tanndorf či Tannwald) je část obce Deštné v Orlických horách (základní sídelní jednotka) v okrese Rychnov nad Kněžnou. Leží 1,5 km jižně od centra Deštného. Obec měla vždy silně německý charakter a byla po druhé světové válce silně postižena vysídlením starousedlého německého obyvatelstva. 

## Historie
První zmínky o Jedlové pocházejí z první poloviny 17. století., konkrétně z roku 1636, kdy je zmiňován kostelík nebo kaple (dnes na místě kostela sv. Matouše).  Počátky ale spadají již do 2. pol. 16. stol. a souvisí se sklářskou kolonizací západní části Orlických hor. Další vlna německy mluvících kolonistů sem přišla na konci třicetileté války. Před 2. sv. válkou žilo v Jedlové a okolí asi 650 lidí, po válce byla většina obyvatel odsunuta. Velká část původních domů v obci byla po válce zničena. V současnosti jsou zde většinou jen rekreační chalupy.
Podrobné informace o Jedlové jsou uchovány díky Brinkeho rodinné kronice. Malá zmínka je také v publikaci o mlýnech Orlických hor.

## Památky
- Kostel svatého Matouše na horském výběžku nad vsí, barokní jednolodní stavba s polokruhovým závěrem z let 1737-1741; začal ji stavitel J. Hais ze Studnice a dokončil D. Morazzi z Chrudimi; vyhořel roku 1833, obnoven roku 1835.[4] Po vysídlení Němců od roku 1946 chátral a od roku 1958 byl uzavřený. Po roce 1989 byl kostel částečně opraven, je volně přístupný a nyní ho používá diecézní centrum života mládeže.[5]
- Sloup se sochou stojící Panny Marie z Ježíškem, pískovcový, z 2. poloviny 19. století; neznámého původu, darován roku 1997 a umístěn poblíž kostela[6]
- Vodní mlýn, chráněný jako nemovitá kulturní památka.
- Sloup s polofigurou Panny Marie Pomocné (Pasovské), barokní; stojí v lese, podle nápisu jej tam daroval David Pohl roku 1749 jako díkuvzdání za záchranu života[7]
- Socha sv. Jana Nepomuckého při cestě na Šerlich

## Další fotografie

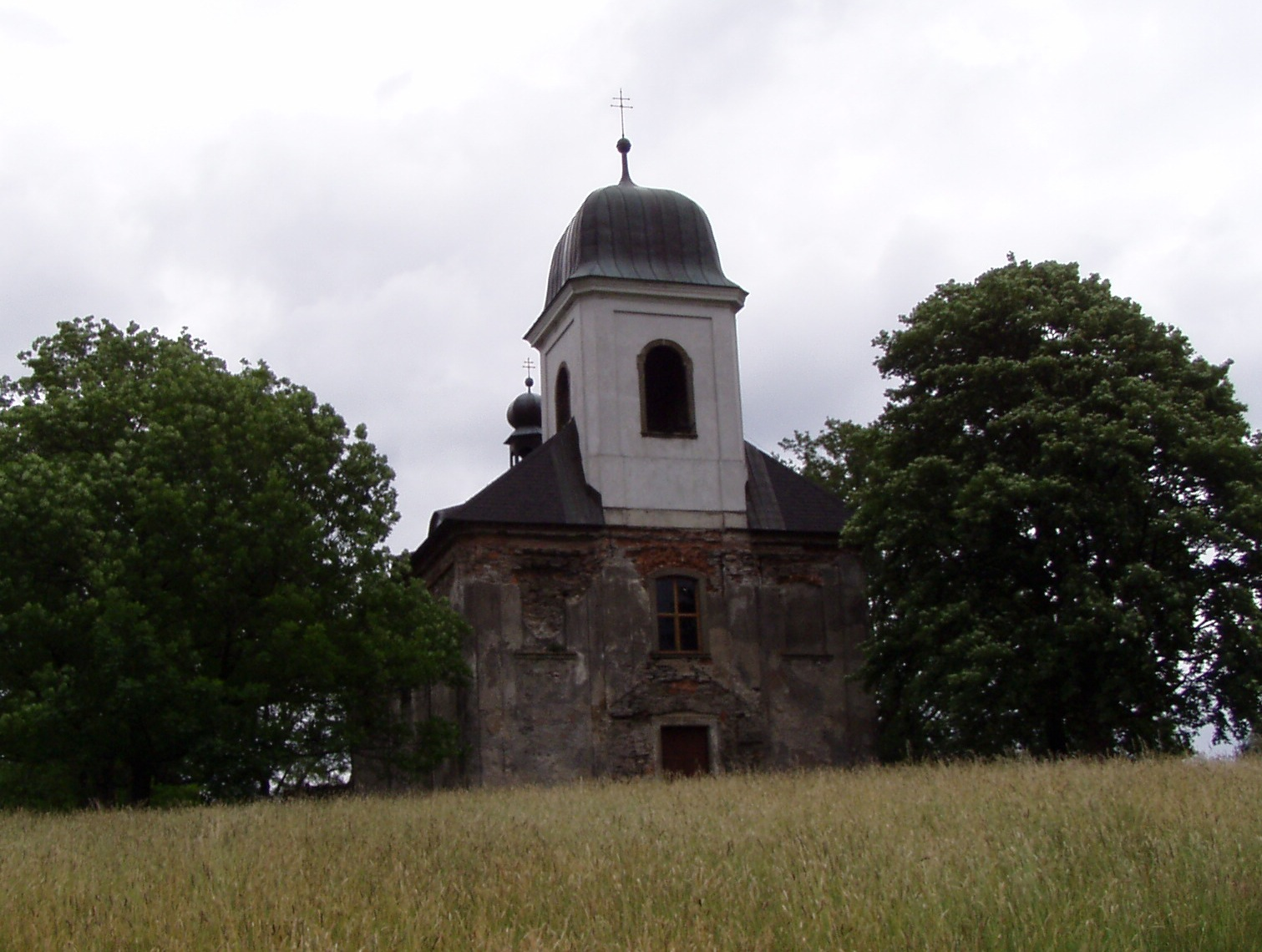
Kostel sv. Matouše
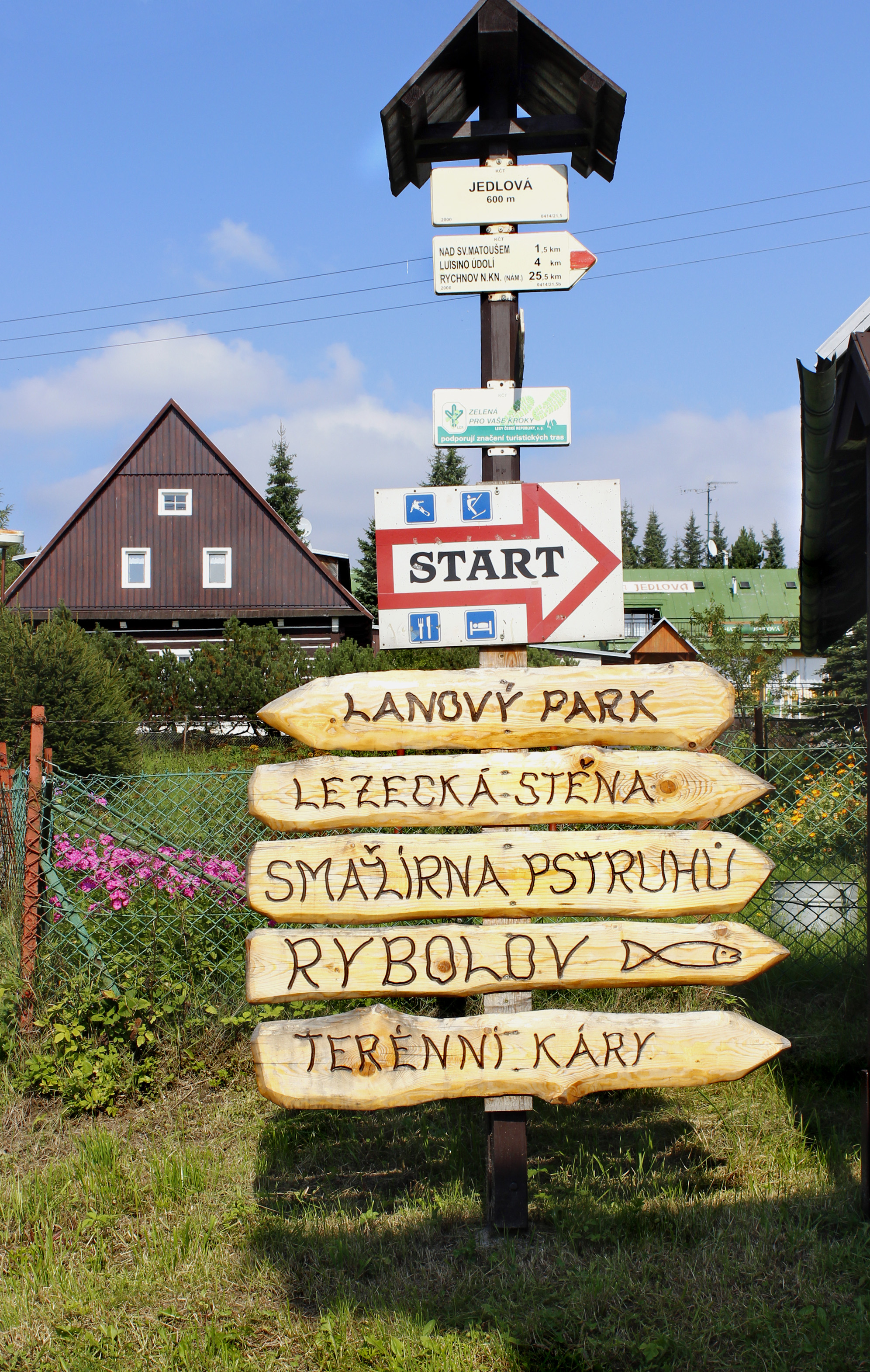
Rozcestník pod sjezdovkou
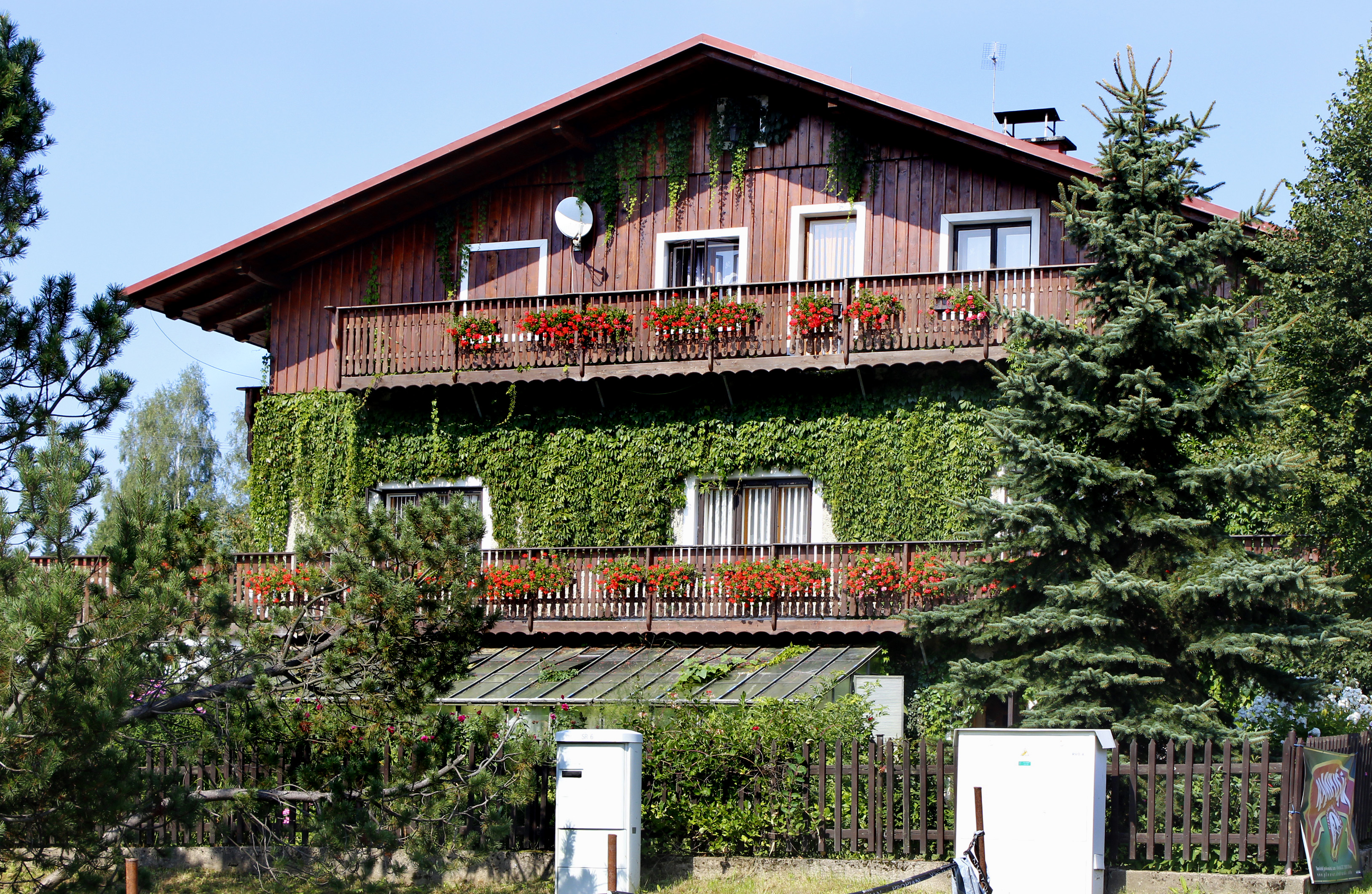
Chalupa
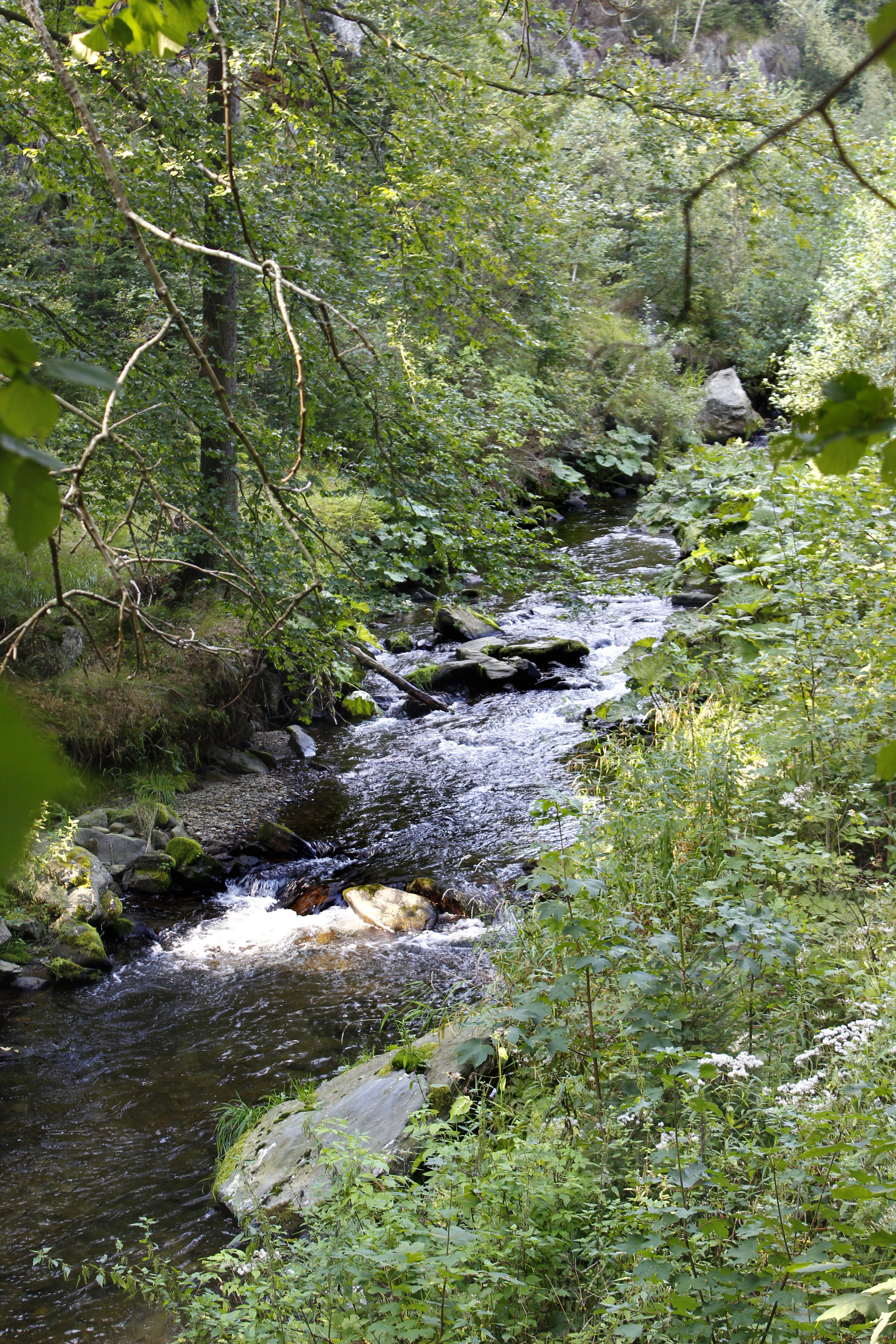
Řeka Bělá